# Alfonso Vallicella
Alfonso Vallicella, né le 6 septembre 1956 à Sant'Anna d'Alfaedo est un athlète italien spécialisé en course en montagne. Il a remporté trois titres de champion du monde de course en montagne. Il est également champion d'Italie de course en montagne 1987.

## Biographie
Il débute la course à pied à 14 ans, d'abord comme loisir. Encouragé et entraîné par son père, il se met à la compétition mais sa première course est un échec et il souhaite tout abandonner. Il est cependant convaincu par ses proches de persévérer. Lors de sa deuxième tentative à la course de Passo delle Fittanze en 1975, il remporte la victoire à la surprise générale. Il se fait remarquer et reçoit des propositions pour être engagé comme sportif professionnel. Il refuse, souhaitant conserver son travail d'éleveur de bétail et continuer à courir en tant qu'amateur.
Il se fait coacher par Sergio Pennacchioni qui le pousse à prendre confiance en lui et à ne pas lâcher l'entraînement. Lors de la première édition du Trophée mondial de course en montagne à San Vigilio di Marebbe, il remporte le premier titre de champion du monde. Bien qu'habitué aux victoires sur des courses régionales, la joie de ses proches lui fait prendre conscience de son exploit,.
L'année suivante, il décroche son second titre à Sondrio. En 1987, il accepte de partir en camp de préparation avec l'équipe nationale avant le Trophée mondial à Lenzerheide. Cela ne lui convient pas et il termine treizième mais remporte tout de même l'or au classement par équipes,. Il remporte également le titre de champion d'Italie de course en montagne 1987.
En 1988 à Keswick, il est engagé sur le parcours court où il remporte son troisième titre et à nouveau l'or par équipes.

## Palmarès
| no  | masculin          | Course                                                 | Longueur | Départ            | Temps          |
| --- | ----------------- | ------------------------------------------------------ | -------- | ----------------- | -------------- |
| 1re | Médaille d'or     | Course de montagne du Danis                            | 11,1 km  | 7 juillet 1985    | 42 min 53 s    |
| 1re | Médaille d'or     | Trophée mondial de course en montagne - Parcours long  | 14,6 km  | 23 septembre 1985 | 1 h 6 min 54 s |
| 2e  | Médaille d'argent | Course de montagne du Danis                            | 10,4 km  | 6 juillet 1986    | 43 min 45 s    |
| 1re | Médaille d'or     | Trophée mondial de course en montagne - Parcours long  | 15,05 km | 5 octobre 1986    | 1 h 0 min 36 s |
| 1re | Médaille d'or     | Course de montagne du Danis                            | 12,9 km  | 3 juillet 1988    | 58 min 5 s     |
| 1re | Médaille d'or     | Course de montagne du Hochfelln                        | 8,4 km   | 1988              | 41 min 32 s    |
| 1re | Médaille d'or     | Trophée mondial de course en montagne - Parcours court | 10 km    | 15 octobre 1988   | 44 min 25 s    |